# Pedro Andrade
Pedro Andrade (Rio de Janeiro, 14 de abril de 1979) é um ex-modelo, jornalista, palestrante, escritor e apresentador de televisão brasileiro. Apresentou, desde quando ainda era exibido pelo canal GNT, o programa semanal brasileiro Manhattan Connection, transmitido pela TV Cultura desde 2021. Acabou pedindo demissão do programa em 5 de maio de 2021, em solidariedade ao colega de bancada Diogo Mainardi.
Em 2002, Pedro Andrade deu várias entrevistas dizendo que acabara de filmar como protagonista o mais novo filme de David Lynch à época (supostamente chamado de "Our Lady of Sorrow"). Contudo, o cineasta negou que estava fazendo tal filme e que o brasileiro estivesse em algum projeto seu.
Pedro vive atualmente em Nova York. Já namorou o ex-integrante da banda 'N Sync, Lance Bass. Segundo a revista norte-americana People, eles começaram a namorar julho de 2007 e terminaram em agosto do mesmo ano.